# Fundação Nacional do Livro Infantil e Juvenil
FNLIJ, sigla de Fundação Nacional do Livro Infantil e Juvenil, é uma entidade brasileira sem fins lucrativos promotora do livro e da leitura de qualidade para crianças e jovens. Tem como missão "difundir a educação, cultura e leitura, apoiando escritores, ilustradores, editores e todos que pudessem contribuir para sua finalidade."
É a seção brasileira do IBBY, o International Board on Books for Young People, organização sem fins lucrativos afiliada à UNESCO e ao UNICEF, sediado em Basel, na Suíça.
Foi fundada em 1968 por Maria Luiza Barbosa de Oliveira e Laura Sandroni, com o apoio de Péricles Madureira do Pinho, então diretor do Centro Brasileiro de Pesquisas Educacionais (CBPE). Outros  nomes importantes da promoção do livro infantil e juvenil que passaram pela direção da FNLIJ foram Glória Pondé e Eliana Yunes. É liderado há mais de 3 décadas pela secretária executiva Elizabeth D’Ângelo Serra.
A FNLIJ incentiva a literatura infantil juvenil de qualidade e é responsável pelo Prêmio FNLIJ – O Melhor para Criança que premia, desde 1975, os melhores livros para essa audiência publicados no Brasil.
É responsável pela indicação bienal de um autor e de um ilustrador brasileiro para o Prêmio Hans Christian Andersen do IBBY. Seleciona ilustradores brasileiros que apresentam trabalhos para a Bienal de Ilustração de Bratislava - BIB. Indica ainda, a cada dois anos, um escritor, um ilustrador e um tradutor brasileiros para figurar na Lista de Honra do IBBY. Tendo participado regularmente representando o Brasil na Feira do Livro Infantil e Juvenil de Bolonha, Itália, foi responsável pela presença do Brasil como país convidado em 1995 e em 2014.
Em 1974, sediou no Rio de Janeiro o Congresso Internacional do IBBY, que pela primeira vez foi realizado fora da Europa.  Realizou entre 1998 e 2019, no Rio de Janeiro, o Salão do Livro Para Crianças e Jovens.

### Prêmio FNLIJ– O Melhor para Criança
A produção anual, enviada pelas editoras, é analisada por um comitê de especialistas de todas as partes do Brasil, gerando uma primeira seleção de obras, que forma o Acervo Básico. O Acervo Básico é indicado para Secretarias de Educação, escolas e bibliotecas. O selo Altamente Recomendável, indica os livros de qualidade destacada dentro dessa seleção. Por fim, o prêmio de melhores do ano, é oferecido em 18 categorias: Criança; Jovem; Poesia; Reconto; Informativo; Literatura Estrangeira em Língua Portuguesa; Livro de imagem; Teatro;  Livro Brinquedo; Tradução Adaptação Criança; Tradução Adaptação Jovem; Tradução Adaptação Informativo; Tradução Adaptação Reconto; Projeto gráfico; Ilustração; Escritor(a) revelação; Ilustrador(a) revelação; Teórico.  